# Evangelische Kirche Allmuthshausen

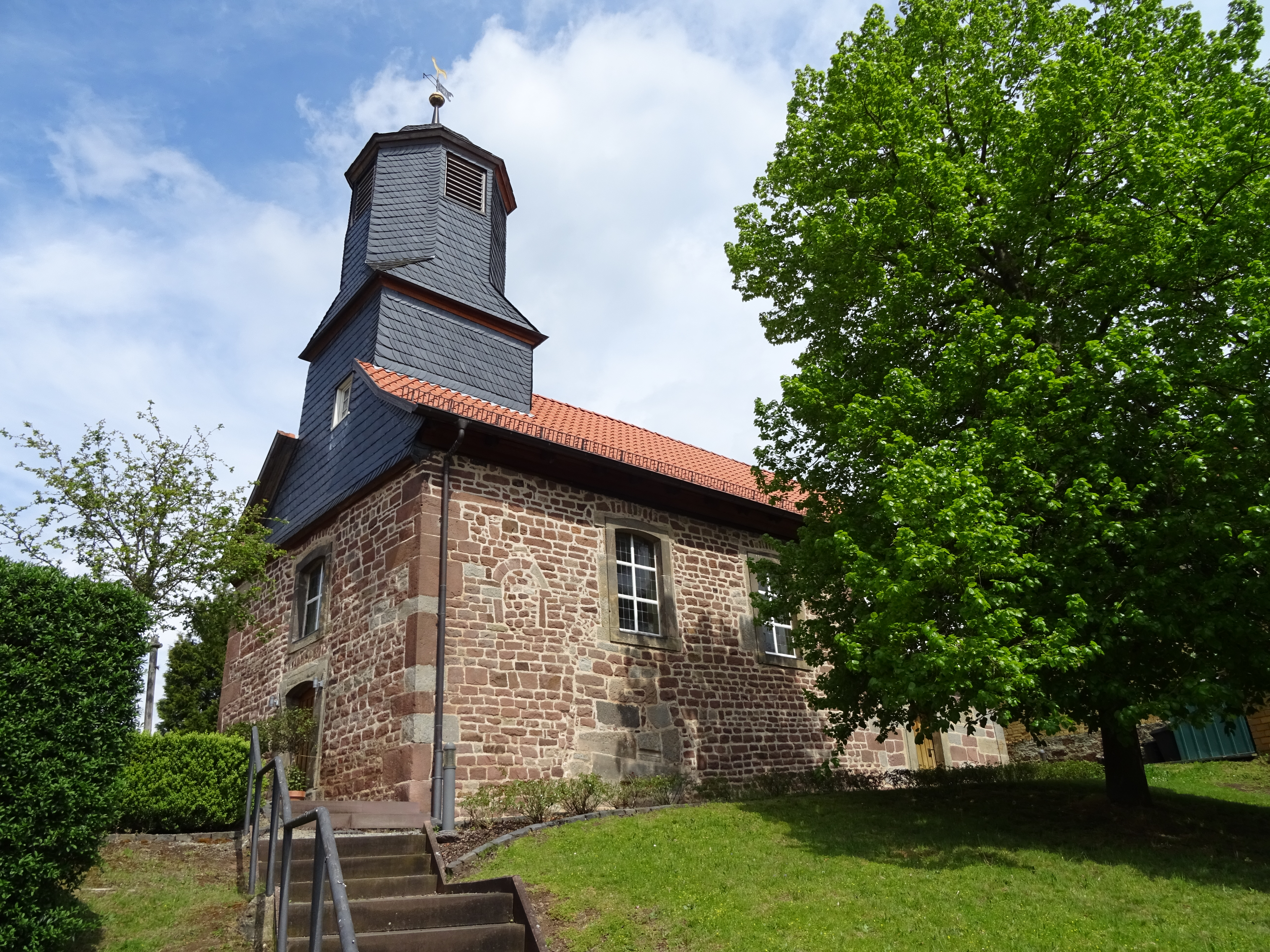
Kirche Allmuthshausen

Die Evangelische Kirche Allmuthshausen ist ein denkmalgeschütztes Kirchengebäude in Allmuthshausen, einem Stadtteil von Homberg im Schwalm-Eder-Kreis (Hessen). Die Kirchengemeinde zum Kirchspiel Wernswig-Waßmuthshusen im Kirchenkreis Schwalm-Eder im Sprengel Marburg der Evangelischen Kirche von Kurhessen-Waldeck.
Der kleine romanische Bau aus dem 12. Jahrhundert wurde 1781 erneuert und in Fachwerk nach Osten erweitert. Die Nordseite besteht aus Quader- und Fischgrätenmauerwerk. Im alten Teil liegt ein Unterzug auf den Mittelpfosten. Bei Grabungen wurde ein unterirdischer Gang mit Wasserbecken gefunden und ausgegraben.